# Port lotniczy Khwai River Lodge
Port lotniczy Khwai River Lodge – międzynarodowy port lotniczy położony w miejscowości Khwai River Lodge, w Botswanie.